# زبان رزجردی
رَزجِردی یک زبان رو به مرگ ایرانی شمال غربی و مرتبط با تالشی است.